# Памятник бойцам Русской освободительной армии (Прага)

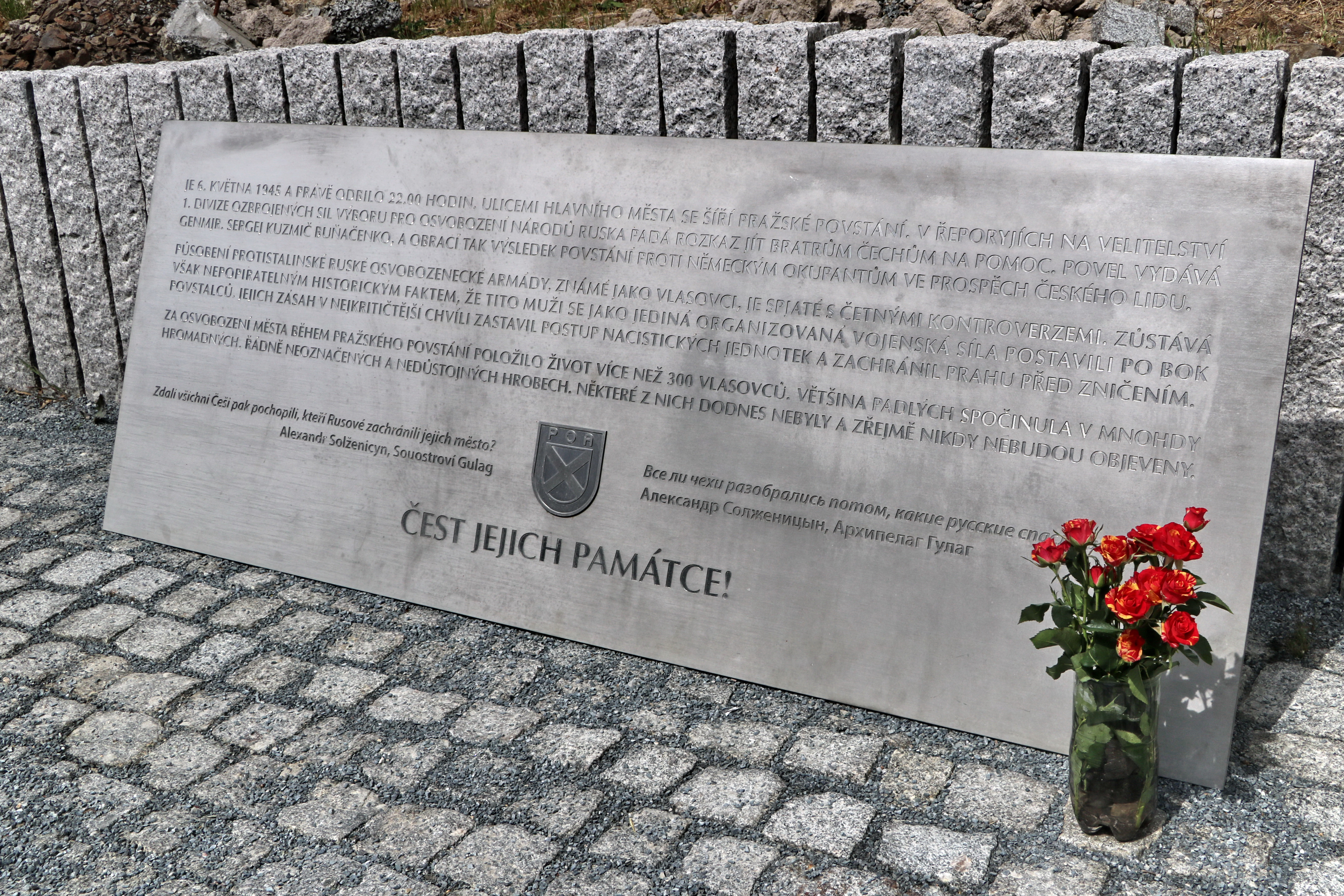
Мемориальная доска у памятника

Памятник и мемориальная доска Русской освободительной армии (чеш. Pomník Ruské osvobozenecké armádě v Řeporyjích) — в Ржепорие на западе Праги, открыты 30 апреля 2020 года в 75-ю годовщину Пражского восстания и освобождения Чехословакии от немецкой оккупации.
Инициатором выступил староста района Ржепорие Павел Новотны. Автор памятника, который не пожелал называть своего имени, по всей видимости, один из наиболее известных современных скандальных чешских скульпторов Давид Черни.
Мемориальный комплекс состоит из мемориальной доски из нержавеющей стали в северной части Ржепоройской площади и трёхметровой металлической мачты, на вершине которой находится небольшая скульптура советского танка, накрытая немецкой военной каской. На мемориальной доске указано, что в мае 1945 года командование 1-й дивизии РОА во главе с генерал-майором Сергеем Буняченко приняло решение прийти на помощь пражанам, восставшим против немецкой оккупации, и что в боях за освобождение Праги погибли 300 солдат РОА. При этом упомянута неоднозначная оценка исторической роли РОА. На мемориальной доске приведена цитата из книги Александра Солженицына «Архипелаг ГУЛАГ». 

Все ли чехи разобрались потом, какие русские спасли им город?
Мемориал, посвящён участию РОА в Пражском восстании и освобождении Чехословакии от немецко-фашистских захватчиков. В начале пражского восстания одна из групп повстанцев, оказавшись в критическом положении, обратилась за помощью к «власовцам». 5 мая 1945 года части 1-й дивизии РОА завязали бои с немецкими частями на подступах к Праге. 6 мая части РОА форсировали Влтаву, вошли в город и освободили 80 % площади Праги. Однако 7 мая Чехословацкий национальный совет, который возглавлял восстание, под давлением коммунистов отказался от сотрудничества с частями РОА, и к утру 8 мая они покинули Прагу, при этом часть бойцов РОА, продолжила борьбу против немцев вместе с повстанцами.
В 2019 году историк и депутат от Гражданской демократической партии Павел Жачек выступил с инициативой установки в Ржепорие памятника бойцам Русской освободительной армии (РОА, «власовцы»). Глава (староста) района от Гражданской демократической партии, журналист Павел Новотны (Pavel Novotný) вынес инициативу на рассмотрение муниципального совета. 10 декабря 2019 года муниципальный совет единогласно одобрил эту инициативу.
МИД России протестовал против установки памятника и мемориальной доски в честь солдат Русской освободительной армии, участвовавших в боях за освобождение чешской столицы (но воевавших до этого на стороне германских нацистов).
Староста района Павел Новотны пояснил 

Власти Ржепорые никогда не намеревались устанавливать памятник лично генералу Власову. "Мы никому не даём оценок и считаем, что А. Власов — весьма неоднозначная фигура. Мы изначально стремились установить мемориальную доску исключительно «власовцам» — освободителям Праги. Именно Буняченко находился в Ржепорие и отдал тот знаменитый приказ. Мы его здесь очень уважаем— Русская служба Radio Prague Int.